# 障害者加算
障害者加算（しょうがいしゃかさん）とは、生活保護制度の生活扶助の加算制度の一つで、障害者本人に対し、居住環境の改善のための費用や点字新聞などの雑費等の経費を補填するものである。

## 概要
1949年（昭和24年）5月創設された生活保護の加算制度。1980年（昭和55年）12月の中社審生活保護専門分科会中間報告によると、看護にあたる家族は中程度以上の労働（勤労）に従事している状態にあることからその増加エネルギーを補填した。よって創設時はあくまでも看護にあたる家族に対する加算である。1952年（昭和27年）5月に障害者本人に対して加算するよう改めた。
2021年（令和3年）4月現在は障害者本人に対し、居住環境の改善のための費用や点字新聞などの雑費等の経費を補填するものとして支給している。2016年（平成28年）10月の厚生労働省会議資料によれば点字新聞などの購入費用のほかに車椅子、義足の使用に伴う増加エネルギーの補填を想定している。

## 対象者
- 身体障害者
  - 重度
    - 身体障害者福祉法施行規則 - 身体障害者障害程度等級表で1級もしくは2級に相当する者[4]
    - 国民年金法施行令 - 別表に定める1級のいずれかに該当する障害のある者[4]

  - 中度
    - 身体障害者福祉法施行規則と国民年金法施行令 - 身体障害者障害程度等級表の3級または国民年金法施行令別表に定める2級のいずれかに該当する障害のある者[4]
- 知的障害者
  - 障害年金1級または2級（療育手帳の保有は障害者加算にならない）[5]
- 精神障害者
  - 障害年金1級または2級[5]
  - 精神障害者保健福祉手帳の1級または2級を保有[5]

## 課題

### 精神障害者
立教大学大学院准教授の稲葉剛によると、支援者の中では精神障害・疾患者の人口10万人当たりの自殺者の割合の高さ（全国平均の2.1倍から2.4倍）のことを考えると、生活保護に対する報道被害は生活保護受給者の自殺者が急増しかねない危機感があるとする。
精神障害者保健福祉手帳の等級が3級のものには加算されず、また精神障害者保健福祉手帳を取得することで得られる恩恵も少ないため、本来は障害者採用枠で活躍しやすい精神障害3級レベルの層は、生活保護受給後も健常者と同じ金額での生活の中で就職活動をすることになるため、生活費が足りずに就職活動が継続しにくい状態が発生している。
精神障害者には、うつ病や発達障害など、自分の意思などをうまく伝えることが苦手な人も多く、受給後の水際作戦で言いくるめられてしまうケースも多く、就労することで生活保護からの自立をしようとしても、金銭面で厳しいという現状がある。